# Новая стройка (Казань)
Новая стройка (также Ново-Кизическая стройка, Ново-Кизическая слобода, Новая стройка Кизического монастыря, тат. ياڭا ئسترويكا — Яңа ыструйка, Jaꞑa ьstrujka) — посёлок, находившийся на территории нынешнего Московского района города Казани.

## Расположение
Посёлок начинался от Смоленско-Седмиозёрной церкви (ныне перекрёсток улиц Чистопольской, Декабристов, Ибрагимова и Вахитова) и заканчивался примерно в районе нынешнего проспекта Ямашева. Южнее находилась Козья слобода, восточнее — Савиновская стройка, западнее — Кизическая слобода и северо-западнее — Ивановская стройка.

## История
Посёлок возник не позднее 1895 года на земле Кизического монастыря. На 1901 год в Новой стройке арендовали участки 81 человек, из них почти половина (40 человек) в сословном отношении были крестьянами; остальными были казанские мещане (20 чел.), мещане других городов (3 чел.), запасные и отставные нижние чины (13 чел.), чиновники (3 чел.), сословная принадлежность ещё двух человек не указана.  В отличие от других «строек», Новая стройка была присоединена к Казани ещё до революции: так, в 1905 году слобода указывается как часть 6-й полицейской части Казани.
К концу 1930-х гг. фактически слилась в один жилой массив с соседними Козьей слободой и Савиновской стройкой и в последние годы своего существования учитывалась как часть последней. После создания в городе административных районов относилась к Заречному (позже — Пролетарскому, до 1934 года) и Ленинскому (с 1934 года и до конца своего существования) районам.
Решением исполкома Казгорсовета от 21 марта 1969 года территория Новой стройки отдана под застройку пятиэтажными домами квартала № 56 Ленинского района, и вскоре после этого она прекратила своё существование.

## Улицы
Первоначально все улицы Новой Стройки были «номерными»: улицы, пересекавшие посёлок с юга на север, назывались «линиями» (1-я линия, 2-я линия, 3-я линия, 4-я линия), а поперечные назывались переулками (1-й переулок, 2-й переулок, 3-й переулок, 4-й переулок, 5-й переулок). Во второй половине 1930-х годов улицы были переименованы (Короленко, Казанская, Стальского и Ново-Кизическая соответственно), а переулки сохранили свои названия. После перестройки района в конце 1960-х — начале 1970-х годов на карте города осталась лишь одна улица — Короленко.

## Транспорт
Общественный транспорт через Новую стройку не ходил; ближайшей его остановкой была остановка «Козья» (позже — «Чистопольская») трамвая № 9. По некоторым сведениям, в 1940-е годы от линии трамвая № 9 была построена грузовая ветка, ведшая через улицу Короленко к торфоразработкам севернее Савиновской стройки.